# Paroxya
Paroxya is een geslacht van rechtvleugeligen uit de familie veldsprinkhanen (Acrididae). De wetenschappelijke naam van dit geslacht is voor het eerst geldig gepubliceerd in 1877 door Scudder.

## Soorten
Het geslacht Paroxya omvat de volgende soorten:
- Paroxya atlantica Scudder, 1877
- Paroxya bermudensis Rehn, 1909
- Paroxya clavuliger Serville, 1838
- Paroxya dissimilis Morse, 1905
- Paroxya hoosieri Blatchley, 1892
- Paroxya paroxyoides Scudder, 1897
- Paroxya recta Scudder, 1877